# Wierchnije Postojałyje Dwory
Wierchnije Postojałyje Dwory (ros. Верхние Постоялые Дворы) – wieś (ros. деревня, trb. dieriewnia) w zachodniej Rosji, w sielsowiecie płotawskim rejonu oktiabrskiego w obwodzie kurskim.

## Geografia
Miejscowość położona jest 6 km od centrum administracyjnego sielsowietu (Płotawa), 14 km na południowy zachód od centrum administracyjnego rejonu (Priamicyno), 29 km na południowy zachód od Kurska, 15,5 km od drogi magistralnej (federalnego znaczenia) M2 «Krym».
We wsi znajduje się 78 posesji.
Klimat
Miejscowość, jak i cały rejon, znajduje się w strefie klimatu kontynentalnego z łagodnym ciepłym latem i równomiernie rozłożonymi opadami rocznymi (Dfb w klasyfikacji klimatów Köppena).

## Demografia
W 2010 r. wieś zamieszkiwały 142 osoby.